# Konkurs Piosenki Eurowizji Junior 2021
19. Konkurs Piosenki Eurowizji Junior odbył się 19 grudnia 2021 w La Seine Musicale w Boulogne-Billancourt pod Paryżem. Koncert zorganizowała Europejska Unia Nadawców i francuski nadawca France Télévisions.
W konkursie wzięło udział 19 państw. Zwyciężyła Maléna, reprezentantka Armenii z utworem „Qami Qami”.

## Lokalizacja

### Miejsce organizacji konkursu
9 grudnia 2020 ogłoszono, że konkurs odbędzie się we Francji. 20 maja 2021 poinformowano, że zostanie rozegrany na terenie La Seine Musicale. Konkurs odbył się 19 grudnia. Był to pierwszy konkurs zorganizowany w tym miesiącu od konkursu w 2012, oraz najpóźniej zorganizowany konkurs w historii, pobijając rekord konkursu w 2007 roku, który został zorganizowany 8 grudnia.

### Wybór miejsca organizacji

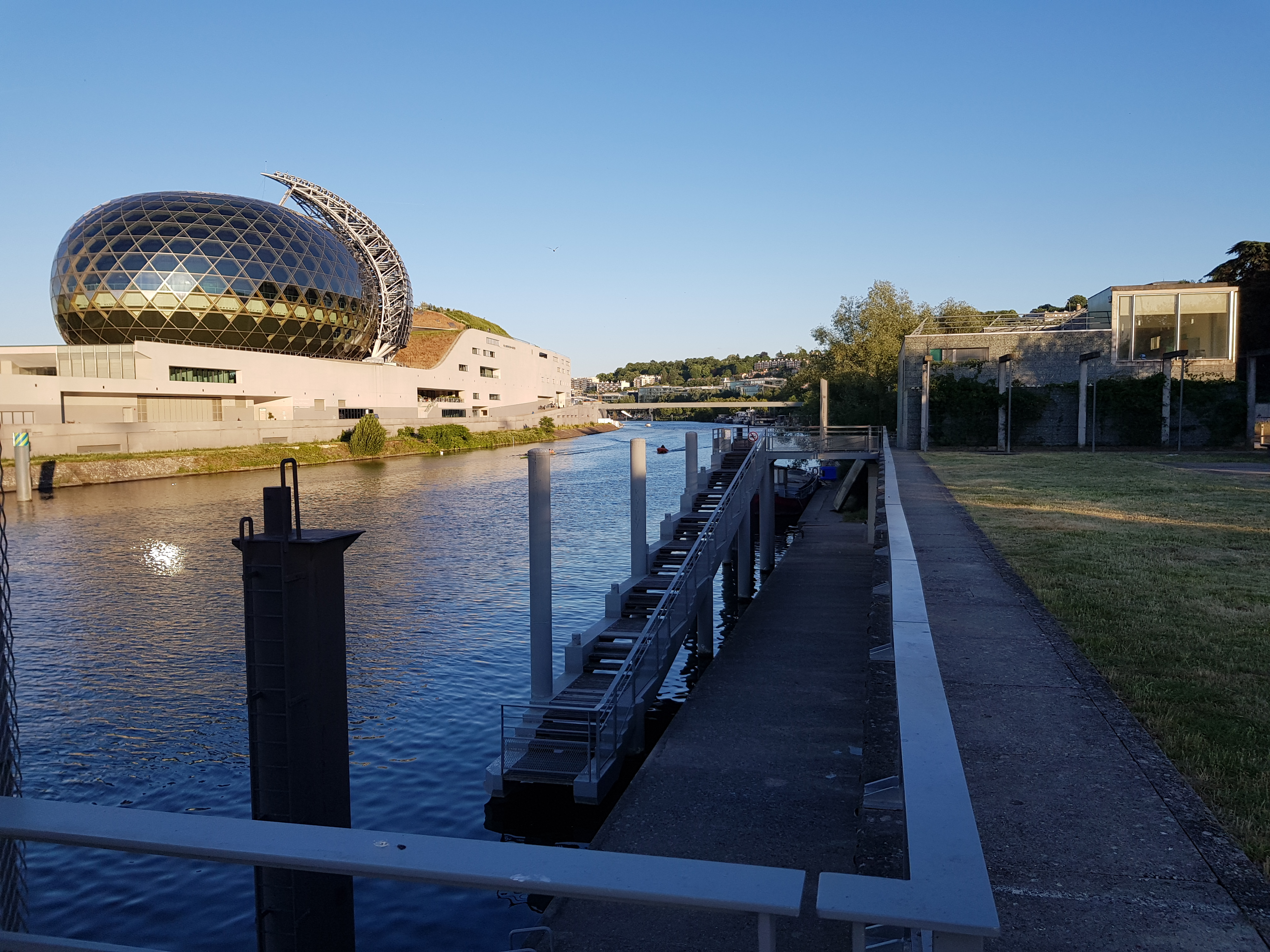
La Seine Musicale, miejsce organizacji konkursu

W przeciwieństwie do Konkursu Piosenki Eurowizji, w którym wygrywający nadawca publiczny ma pierwszeństwo do organizacji konkursu w kolejnym roku, telewizja triumfująca w Konkursie Piosenki Eurowizji Junior nie otrzymuje automatycznie prawa do organizacji następnego konkursu. Przed zgłoszeniem Francji zamiar organizacji tego wydarzenia zgłosiła Hiszpania (RTVE), lecz tylko w przypadku, gdyby Hiszpania wygrała konkurs. Po zwycięstwie kraju w konkursie w Warszawie w 2020 roku, francuska szefowa delegacji Alexandra Redde-Amiel oświadczyła, że France Télévisions ma zamiar zgłoszenia chęci organizacji konkursu na terenie kraju.
9 grudnia 2020 ogłoszono, że konkurs odbędzie się we Francji. Francuska gazeta Le Parisien doniosła, że trzema miastami w przetargu do organizacji konkursu zostały Paryż, Nicea i Cannes. Hale, które brano pod uwagę w Nicei i Cannes, nie zostały ogłoszone, jednak najprawdopodobniej były to odpowiednio Palais Nikaïa i Palais des Festivals et des Congrès, który gościł Konkurs Piosenki Eurowizji w 1959 oraz 1961 roku. Ponadto dziennik ujawnił, że przed wyborem hali zrecenzowano również stadion Paris La Défense Arena w Nanterre pod Paryżem, jednak organizacja konkursu w arenie została uniemożliwiona z powodu małego budżetu. 20 maja 2021 podczas konferencji prasowej zorganizowanej przez France TV i Europejską Unię Nadawców potwierdzono, że konkurs odbędzie się w hali La Seine Musicale w Boulogne-Billancourt pod Paryżem.

## Organizacja

### Prowadzący

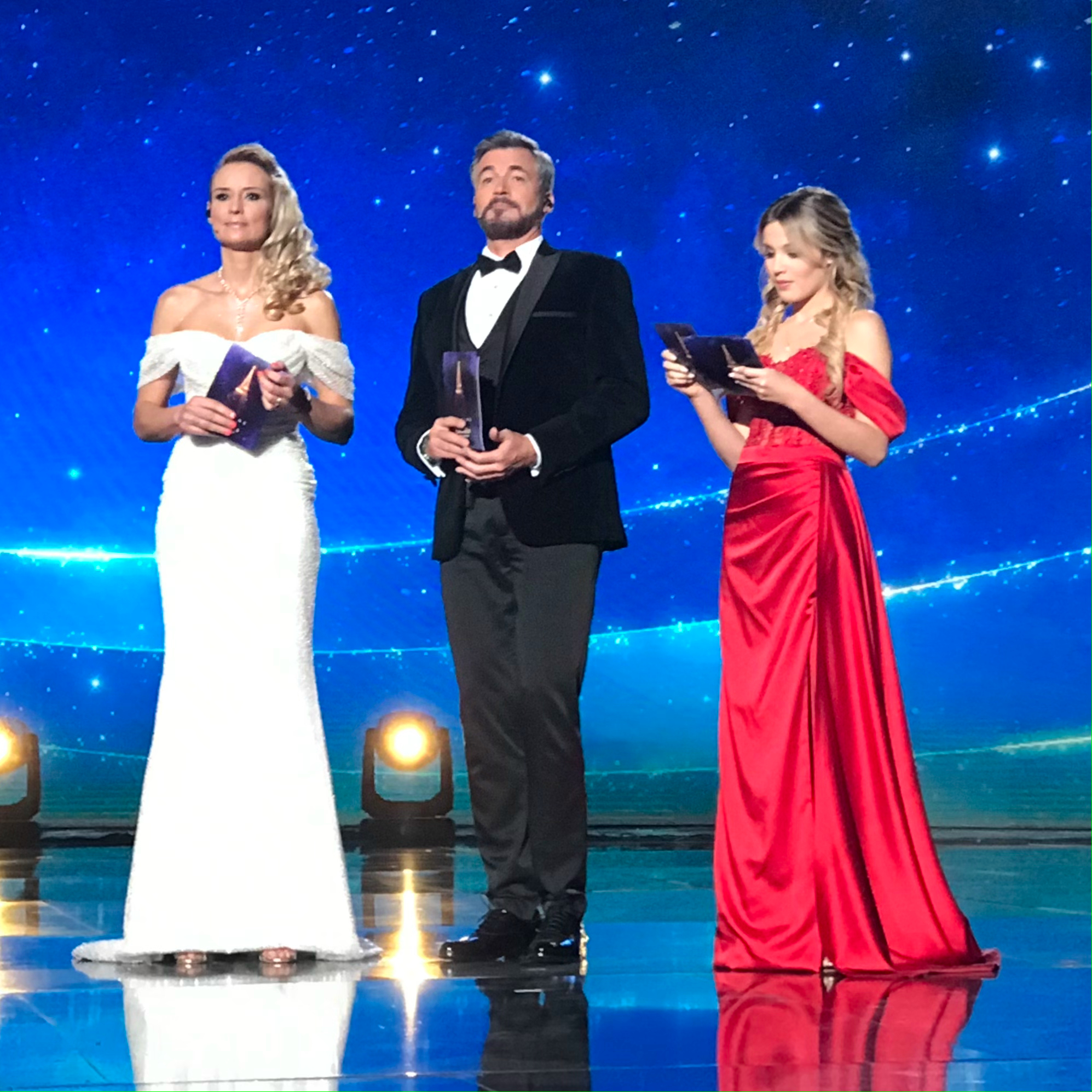
Prowadzący konkurs – Élodie Gossuin, Olivier Minne oraz Carla Lazzari

17 listopada podczas konferencji prasowej stacja France TV ujawniła, że konkurs będą prowadzić Élodie Gossuin, Olivier Minne oraz Carla Lazzari, reprezentantka kraju w 17. Konkursie Piosenki Eurowizji Junior w Gliwicach. Podczas konferencji ogłoszono również, że po raz pierwszy od 2005 konkurs będzie prowadzony częściowo w języku francuskim: Minne odpowiadał za dialog angielski, Gossuin prowadziła po francusku, a Carla używała obu języków.

### Projekt graficzny konkursu
Slogan konkursu, Imagine, został ujawniony 20 maja 2021 podczas konferencji prasowej poprzedzającej Konkurs Piosenki Eurowizji 2021 w Rotterdamie. Slogan został wybrany jako nawiązanie do ubiegłorocznego zwycięskiego utworu „J’imagine”, a również by zachęcać dzieci do kreatywności i realizowania swoich marzeń. 24 sierpnia zaprezentowano logo konkursu. Inspiracją logotypu zostały hasła „wyobraźnia”, „Boże Narodzenie” oraz „Paryż”. Składało się z połączenia kształtu rakiety, która reprezentuje wyobraźnię, kształtu choinki, która reprezentuje Boże Narodzenie – symbolu magii, cudu, radości i dawania, oraz kształtu Wieży Eiffela – symbolu Paryża.

### Czas emisji
22 sierpnia 2021 holenderski nadawca AVROTROS opublikował plakat, na którym wspomniano, że konkurs odbędzie się o godz. 16:00 czasu środkowoeuropejskiego (CET), czyli tak jak w latach 2016–2019. W 2020 konkurs przeniesiono na godzinę 17:00 CET z powodu małej liczby uczestników. Informacja została oficjalnie potwierdzona przez EBU 4 października. Ogłoszono wtedy również, że program ma planowo trwać od 2 do 2,5 godzin.

### Realizacja konkursu w czasie pandemii COVID-19
25 sierpnia 2021 EBU opublikowała podsumowanie scenariuszy awaryjnych konkursu:
- Konkurs odbyłby się bez ograniczeń dla uczestników, delegacji, prasy i publiczności. Ostatni konkurs, który odbył się w tych warunkach to konkurs w 2019 roku.
- Scenariusz podobny do scenariusza A, z restrykcjami spowodowanymi pandemią. Konkurs odbyłby się z dystansem społecznym i innymi środkami sanitarnymi. Aby obejrzeć koncert na żywo wymagany będzie dowód niedawnego negatywnego testu na COVID-19 (nie dłużej niż 72 godziny przed wejściem). Centrum prasowe składałoby się wyłącznie z części fizycznej w Paryżu.
- Scenariusz podobny do scenariusza B, uwzględniający brak możliwości dotarcia do Paryża przez niektóre delegacje. W takim wypadku, delegacje mogą skorzystać z oficjalnych teledysków ich utworów.

27 października ogłoszono, iż EBU planuje skorzystać z pełnej pojemności obiektu, ale wszystko może się zmienić w zależności od stanu pandemii COVID-19 w nadchodzących tygodniach. 1 listopada ogłoszono, że publiczność będzie musiała nosić maseczki podczas finału konkursu, a także pobrać test do 72 godzin przed finałem konkursu oraz posiadać ważną passe sanitaire. Wykluczono organizację podobną do tej w latach 2003–2019, przez trwającą pandemię COVID-19. 17 listopada ogłoszono, iż EBU i France TV nie będą wymagać od biorących udział nadawców nagrań zapasowych, które zostały użyte m.in. w 65. Konkursie Piosenki Eurowizji (2021) jako zapewnienie możliwości występu. W przypadku uzyskania pozytywnego wyniku na COVID-19 i braku możliwości występu na żywo, w transmisji zostanie wyemitowany teledysk utworu. Jeżeli jeden z uczestników otrzyma pozytywny wynik testu po próbach do konkursu, w finale wykorzystane zostanie nagranie z próby.

### Kontrowersje

#### Rezultat kazachskiego finału narodowego
W krajowych eliminacjach Kazachstanu Beknur Żanibekuły (z piosenką „Human”) i Alinur Chamzin (z piosenką „Jertegy älemy”) zremisowali na pierwszym miejscu. W wypadku remisu przepisy eliminacji głosiły, że zwycięzcę powinno wybrać jury, które jednak nie mogło wskazać zwycięzcy. Po naradzie z autorami piosenek, zdecydowano, że do Paryża Beknur i Alinur pojadą w duecie, z piosenką „Jertegy älemy (Fairy World)”, z którą Alinur brał udział w selekcjach. Po finale preselekcji w internecie zaczęły pojawiać się wpisy mówiące o tym, że Beknur Żanibekuły nie powinien zostać reprezentantem Kazachstanu – mówiono, że Beknur zwyciężył w finale selekcji z powodu sytuacji życiowej, a nie dlatego, że dał najlepszy występ.

#### Agresje azerskiego nadawcy wobec Armenii
23 listopada 2021 na oficjalnym profilu konkursu na Instagramie pojawiła się pocztówka Sony Azizowej z Azerbejdżanu, w której widoczna była mapa konturowa kraju. W mapie do kraju włączona była ormiańska prowincja Sjunik, w której przed kilkoma dniami przy granicy doszło do starć pomiędzy azerską i ormiańską armią. Prowincja jest najbardziej wysuniętą na południe prowincją kraju ze stolicą w Kapan. Region jest w pełni kontrolowany przez Armenię, lecz graniczy on z Górskim Karabachem, o który kraje toczą konflikt. Post został usunięty tego samego dnia. Następnego dnia dodano pocztówkę gdzie zamiast mapy znajdowała się azerska flaga. Pocztówka jest najprawdopodobniej autorstwa azerskiego nadawcy İTV oraz została przygotowana specjalnie z myślą o prowokacji politycznej.
Podczas występu Armenii w koncercie finałowym azerscy komentatorzy dyskutowali przez cały występ ormiańskiej wokalistki Malény, która później zwyciężyła konkurs. Wielu internautów skrytykowało azerską stację İTV za nieodpowiednie zachowanie komentatorów podczas występu.

## Kraje uczestniczące
2 września 2021 EBU opublikowała pełną listę uczestników konkursu. Albania, Armenia, Irlandia, Macedonia Północna, Portugalia oraz – pomimo początkowego potwierdzenia braku udziału – Włochy powrócili po roku nieobecności, a Azerbejdżan powrócił po dwuletniej nieobecności. Bułgaria, również pomimo początkowego potwierdzenia braku udziału, powróciła do konkursu po czteroletniej przerwie. Białoruś nie wzięła udziału po raz pierwszy w historii konkursu, ponieważ krajowy nadawca BTRC został wykluczony z EBU.

### Powracający artyści
To pierwszy przypadek w historii konkursu, kiedy dwóch różnych artystów związanych dawniej z konkursem powraca do tej samej edycji. Reprezentantką Armenii została Maléna, która miała reprezentować kraj z piosenką „Why” w 2020, lecz ostatecznie kraj wycofał się z konkursu, tłumacząc się stanem wojennym, który został wprowadzony w tym kraju w wyniku trwającego konfliktu w Górskim Karabachu, sytuacją epidemiologiczną w kraju oraz problemami finansowymi nadawcy. Reprezentantką Rosji została Tanja Mieżencewa, która reprezentowała już kraj w 2019 roku wraz z Denbierielem Oorżakiem z utworem „A Time for Us”, z którym to zajęli 13. miejsce z dorobkiem 72 pkt. To trzeci przypadek w historii konkursu, w którym powraca artysta z poprzednich edycji, po Jekaterinie Riabowej (Rosja 2009/2011) i Lerice (Mołdawia 2011/Rosja 2012).

### Finał
EBU udostępniła kolejność startową występów w finale 13 grudnia. Wcześniej, w trakcie ceremonii otwarcia konkursu, wylosowany został pierwszy i ostatni występ oraz numer startowy kraju-gospodarza (Francji).
| Lp. | Kraj               | Wykonawca                          | Utwór                                        | Język                           | Miejsce | Punkty |
| --- | ------------------ | ---------------------------------- | -------------------------------------------- | ------------------------------- | ------- | ------ |
| 1   | Niemcy             | Pauline                            | „Imagine Us”                                 | niemiecki, angielski            | 17      | 61     |
| 2   | Gruzja             | Niko Kajaia                        | „Let’s Count The Smiles”                     | gruziński, angielski, francuski | 4       | 163    |
| 3   | Polska             | Sara James                         | „Somebody”                                   | polski, angielski               | 2       | 218    |
| 4   | Malta              | Ike & Kaya                         | „My Home”                                    | angielski                       | 12      | 97     |
| 5   | Włochy             | Elisabetta Lizza                   | „Specchio (Mirror On The Wall)”              | włoski, angielski               | 10      | 107    |
| 6   | Bułgaria           | Denislawa & Martin                 | „Voice of Love”                              | bułgarski, angielski            | 16      | 77     |
| 7   | Rosja              | Tanja Mieżencewa                   | „Mon Ami”                                    | rosyjski, angielski             | 7       | 124    |
| 8   | Irlandia           | Maiú Levi Lawlor                   | „Saor (Disappear)”                           | irlandzki                       | 18      | 44     |
| 9   | Armenia            | Maléna                             | „Qami Qami” (Քամի Քամի)                      | ormiański, angielski            | 1       | 224    |
| 10  | Kazachstan         | Alinur Chamzin i Beknur Żanibekuły | „Jertegy älemy (Fairy World)” (Ертегі әлемі) | kazachski, francuski            | 8       | 121    |
| 11  | Albania            | Anna Gjebrea                       | „Stand By You”                               | albański, angielski             | 14      | 84     |
| 12  | Ukraina            | Ołena Usenko                       | „Ważil” (Важіль)                             | ukraiński                       | 6       | 125    |
| 13  | Francja            | Enzo                               | „Tic Tac”                                    | francuski                       | 3       | 187    |
| 14  | Azerbejdżan        | Sona Azizowa                       | „One Of Those Days”                          | azerski, angielski              | 5       | 151    |
| 15  | Holandia           | Ayana                              | „Mata Sugu Aō Ne” (またすぐ会おうね)         | niderlandzki, angielski         | 19      | 43     |
| 16  | Hiszpania          | Levi Diàz                          | „Reír”                                       | hiszpański                      | 15      | 77     |
| 17  | Serbia             | Jovana & Dunja                     | „Oči Deteta (Children’s Eyes)”               | serbski                         | 13      | 86     |
| 18  | Macedonia Północna | Dajte Muzika                       | „Green Forces”                               | macedoński, angielski           | 9       | 114    |
| 19  | Portugalia         | Simão Oliviera                     | „O Rapaz”                                    | portugalski                     | 11      | 101    |

## Wyniki
| Wyniki jurorów i internautów | Wyniki jurorów i internautów | Wyniki jurorów i internautów | Wyniki jurorów i internautów | Wyniki jurorów i internautów |
| Miejsce                      | Jurorzy                      | Punkty                       | Internauci                   | Punkty                       |
| ---------------------------- | ---------------------------- | ---------------------------- | ---------------------------- | ---------------------------- |
| 1                            | Francja                      | 120                          | Armenia                      | 109                          |
| 2                            | Polska                       | 116                          | Polska                       | 102                          |
| 3                            | Armenia                      | 115                          | Portugalia                   | 92                           |
| 4                            | Azerbejdżan                  | 109                          | Francja                      | 67                           |
| 5                            | Gruzja                       | 104                          | Ukraina                      | 63                           |
| 6                            | Rosja                        | 74                           | Serbia                       | 62                           |
| 7                            | Kazachstan                   | 64                           | Gruzja · Macedonia Północna  | 59                           |
| 8                            | Ukraina                      | 62                           | Gruzja · Macedonia Północna  | 59                           |
| 9                            | Włochy                       | 60                           | Kazachstan                   | 57                           |
| 10                           | Macedonia Północna           | 55                           | Malta · Rosja                | 50                           |
| 11                           | Malta                        | 47                           | Malta · Rosja                | 50                           |
| 12                           | Albania                      | 45                           | Włochy · Hiszpania           | 47                           |
| 13                           | Bułgaria                     | 39                           | Włochy · Hiszpania           | 47                           |
| 14                           | Hiszpania                    | 30                           | Niemcy                       | 46                           |
| 15                           | Serbia                       | 24                           | Azerbejdżan                  | 42                           |
| 16                           | Niemcy                       | 15                           | Irlandia · Albania           | 39                           |
| 17                           | Holandia                     | 9                            | Irlandia · Albania           | 39                           |
| 18                           | Portugalia                   | 9                            | Bułgaria                     | 38                           |
| 19                           | Irlandia                     | 5                            | Holandia                     | 34                           |

### Głosowanie
| Uczestnicy         | Suma punktów | Punkty od telewidzów | Punkty od jury | Punkty od jury | Punkty od jury | Punkty od jury | Punkty od jury | Punkty od jury | Punkty od jury | Punkty od jury | Punkty od jury | Punkty od jury | Punkty od jury | Punkty od jury | Punkty od jury | Punkty od jury | Punkty od jury | Punkty od jury | Punkty od jury | Punkty od jury     | Punkty od jury |
| Uczestnicy         | Suma punktów | Punkty od telewidzów | Niemcy         | Gruzja         | Polska         | Malta          | Włochy         | Bułgaria       | Rosja          | Irlandia       | Armenia        | Kazachstan     | Albania        | Ukraina        | Francja        | Azerbejdżan    | Holandia       | Hiszpania      | Serbia         | Macedonia Północna | Portugalia     |
| Niemcy             | 61           | 46                   |                |                |                |                |                |                |                | 4              |                | 4              |                |                |                |                |                |                | 5              |                    | 2              |
| Gruzja             | 163          | 59                   |                |                |                | 12             | 7              | 5              | 3              |                | 12             | 8              | 2              | 6              | 12             | 7              | 5              | 2              | 10             | 8                  | 5              |
| Polska             | 218          | 102                  | 12             | 4              |                | 10             | 8              | 6              | 1              | 12             | 1              | 5              | 4              | 10             | 2              | 3              | 10             | 8              | 7              | 5                  | 8              |
| Malta              | 97           | 50                   | 6              | 8              | 2              |                | 2              |                | 2              |                | 3              | 3              |                | 8              |                | 4              |                | 1              |                | 4                  | 4              |
| Włochy             | 107          | 47                   |                | 6              | 5              | 6              |                | 8              |                | 8              |                |                | 10             |                | 6              | 1              | 6              | 4              |                |                    |                |
| Bułgaria           | 77           | 38                   |                | 3              |                | 3              | 10             |                | 5              | 3              |                |                | 3              |                |                | 5              |                |                |                | 1                  | 6              |
| Rosja              | 124          | 50                   | 5              |                | 4              | 1              |                | 3              |                |                | 7              | 12             | 7              |                | 1              | 12             | 3              | 3              | 4              | 12                 |                |
| Irlandia           | 44           | 39                   |                |                |                |                | 5              |                |                |                |                |                |                |                |                |                |                |                |                |                    |                |
| Armenia            | 224          | 109                  | 10             | 5              | 12             | 5              |                | 2              | 6              | 7              |                | 6              | 6              | 7              | 10             |                | 7              | 10             | 8              | 2                  | 12             |
| Kazachstan         | 121          | 57                   | 3              | 1              | 7              | 7              | 1              | 1              | 12             |                | 4              |                |                | 4              | 7              | 8              |                | 6              | 2              |                    | 1              |
| Albania            | 84           | 39                   | 4              |                | 1              |                |                |                | 7              | 6              | 8              |                |                |                | 8              |                | 1              |                |                | 10                 |                |
| Ukraina            | 125          | 63                   | 7              |                | 8              |                |                | 12             |                | 10             | 2              |                |                |                | 3              | 6              | 2              | 12             |                |                    |                |
| Francja            | 187          | 67                   | 8              | 12             | 6              | 8              | 3              | 10             | 4              |                | 10             | 7              | 8              |                |                |                | 12             | 7              | 12             | 6                  | 7              |
| Azerbejdżan        | 151          | 42                   | 2              | 10             | 10             | 2              | 12             | 7              | 10             | 1              |                | 10             | 1              | 12             |                |                | 8              | 5              | 6              | 3                  | 10             |
| Holandia           | 43           | 34                   |                |                |                |                | 4              |                |                |                |                | 1              |                | 3              |                |                |                |                | 1              |                    |                |
| Hiszpania          | 77           | 47                   | 1              |                | 3              |                |                |                |                |                | 6              | 2              | 5              |                | 4              | 2              | 4              |                |                |                    | 3              |
| Serbia             | 86           | 62                   |                | 7              |                |                | 6              |                |                | 2              |                |                |                | 2              |                |                |                |                |                | 7                  |                |
| Macedonia Północna | 114          | 59                   |                | 2              |                |                |                |                | 8              | 5              | 5              |                | 12             | 5              | 5              | 10             |                |                | 3              |                    |                |
| Portugalia         | 101          | 92                   |                |                |                | 4              |                | 4              |                |                |                |                |                | 1              |                |                |                |                |                |                    |                |

### Głosowanie online
Podczas finału konkursu ogłoszono, że przez cały okres otwartego głosowania online oddano ponad 4,3 miliona głosów ważnych.
| Wyniki głosowania online | Wyniki głosowania online | Wyniki głosowania online |
| Państwo                  | Głosy                    | Punkty                   |
| ------------------------ | ------------------------ | ------------------------ |
| Armenia                  | ~425 tys.                | 109                      |
| Polska                   | ~398 tys.                | 102                      |
| Portugalia               | ~359 tys.                | 92                       |
| Francja                  | ~261 tys.                | 67                       |
| Ukraina                  | ~246 tys.                | 63                       |
| Serbia                   | ~242 tys.                | 62                       |
| Gruzja                   | ~230 tys.                | 59                       |
| Macedonia Północna       | ~230 tys.                | 59                       |
| Kazachstan               | ~222 tys.                | 57                       |
| Malta                    | ~195 tys.                | 50                       |
| Rosja                    | ~195 tys.                | 50                       |
| Włochy                   | ~183 tys.                | 47                       |
| Hiszpania                | ~183 tys.                | 47                       |
| Niemcy                   | ~179 tys.                | 46                       |
| Azerbejdżan              | ~164 tys.                | 42                       |
| Irlandia                 | ~152 tys.                | 39                       |
| Albania                  | ~152 tys.                | 39                       |
| Bułgaria                 | ~148 tys.                | 38                       |
| Holandia                 | ~133 tys.                | 34                       |
| Razem:                   | ~4,3 mln.                | 1102                     |

## Pozostałe kraje
Aby kraj kwalifikował się do potencjalnego udziału w Konkursie Piosenki Eurowizji Junior, musi być aktywnym członkiem Europejskiej Unii Nadawców. Nie wiadomo, czy Europejska Unia Nadawców wysyła zaproszenia do udziału wszystkim pięćdziesięciu sześciu aktywnym członkom, tak jak ma to miejsce w kwestii Konkursu Piosenki Eurowizji.

### Aktywni członkowie EBU
- Belgia – waloński nadawca Radio-télévision belge de la Communauté française (RTBF), tłumacząc swoją decyzję o nie dokonywaniu powrotu do udziału w konkursie, przyznał, że jest to spowodowane zbyt dużymi kosztami udziału[42]. Flamandzki nadawca Vlaamse Radio- en Televisieomroeporganisatie (VRT) także przyznał, że nie planuje zorganizować powrotu Belgii do konkursu[43].
- Estonia – 8 czerwca 2021 dział prasowy estońskiej delegacji na Konkurs Piosenki Eurowizji potwierdził, że kraj nie zadebiutuje podczas konkursu dla dzieci w 2021 roku z powodu kosztów uczestnictwa[44], ale nadawca Eesti Rahvusringhääling (ERR) nie wyklucza swojego debiutu w przyszłych latach[45].
- Izrael – 11 czerwca 2021 izraelski nadawca Israeli Public Broadcasting Corporation (KAN) potwierdził, że nie powróci do udziału w konkursie dla dzieci, gdyż chce się skupić na konkursie dla dorosłych[46].
- Litwa – 29 czerwca 2021 litewski szef delegacji na Konkurs Piosenki Eurowizji Audrius Giržadas stwierdził, że nadawca Lietuvos nacionalinis radijas ir televizija (LRT) nie powróci do udziału w konkursie w 2021 z powodu zbyt wysokich kosztów uczestnictwa, które nie opłacają się, biorąc pod uwagę oglądalność konkursu na Litwie, podczas gdy kraj jeszcze uczestniczył w konkursie[47].
- Wielka Brytania – 21 maja 2021 na konferencji prasowej Martin Österdahl poinformował, że Europejska Unia Nadawców pracuje nad przywróceniem Wielkiej Brytanii do udziału w konkursie w 2021[48]. Kraj ostatni raz wziął udział w 2005 roku z ramienia ITV. Ostatecznie kraj nie znalazł się na liście uczestników opublikowanej 2 września tego samego roku[7].
  -  Walia – 17 lutego 2021 nadawca S4C za pomocą Twittera potwierdził, że nie planuje wrócić do udziału w konkursie w 2021[49][50], dzień później dodając, że powodem takiej decyzji jest trwająca pandemia wirusa SARS-CoV-2[51].

Poniższe kraje potwierdziły, że nie planują powrócić do udziału w konkursie w 2021 bez podania przyczyny:
- Chorwacja – HRT[52]
- Cypr – CyBC[53]
- Dania – DR[54]
- Grecja – ERT[55]
- Łotwa – LTV[56]
- Mołdawia – TRM[57]
- Norwegia – NRK[58]
- Rumunia – TVR[59]
- San Marino – SMRTV[60]
- Słowenia – RTVSLO[61]
- Szwajcaria – SRF[62]
- Szwecja – SVT[63]

Poniższe kraje potwierdziły, że nie planują debiutować podczas konkursu w 2021 bez podania przyczyny:
- Austria – ORF[64]
- Czechy – ČT[65]
- Finlandia – Yle[66]
- Islandia – RÚV[67]
- Słowacja – RTVS[68]
- Szkocja – BBC Alba[69]

### Stowarzyszeni członkowie EBU
- Australia – 7 sierpnia 2021 nadawca Special Broadcasting Service (SBS) wydał specjalne oświadczenie, w którym na pytanie czy zamierza zorganizować powrót Australii do konkursu odpowiedział, że stacja stara się przedstawić swoim widzom jak najwięcej treści związanych z Eurowizją, lecz aktualnie nie jest w stanie nic więcej powiedzieć[70][71]. 25 sierpnia 2021 nadawca Australian Broadcasting Corporation (ABC) poinformował, że nie planuje zająć się udziałem kraju w konkursie[72]. Dwa dni później nadawca SBS także poinformował, że nie weźmie udziału w konkursie z powodu restrykcji panujących w kraju, które zmuszałyby Australię do udziału zdalnie[73]. W związku z tym Australia nie mogła wziąć udziału przez brak chętnego nadawcy.

### Członkowie spoza EBU
- Białoruś – 28 maja 2021 podczas specjalnie zwołanego spotkania Europejska Unia Nadawców oficjalnie zdecydowała się na zawieszenie członkostwa białoruskiego nadawcy Biełteleradyjokampanija (BTRC), przez co formalnie nie może m.in. uczestniczyć w konkursach EBU, jak i ich transmitować[74][75][76]. 1 lipca 2021 nadawca został wyrzucony z organizacji[77][78][79]. W ten sam dzień w sieci pojawiło się oficjalne oświadczenie BTRC, w którym zarząd stacji stwierdził, że wyrzucenie z Unii jest dla nich satysfakcją, od lat byli oni świadomi tego co się wydarzy, zarzucili EBU brak własnego zdania, a na końcu umieścili zdanie „Nigdy więcej Eurowizji”[80][81], jednak 20 sierpnia dyrektor BTRC, Iwan Eismont ogłosił, że brak możliwości udziału w konkursie jest dla nadawcy wielką przykrością, oraz że współczuje białoruskiej widowni, która nie zobaczy swojego kraju w konkursie[82]. Do tej pory Białoruś była jednym z dwóch państw (obok Holandii), które uczestniczyły w każdej edycji konkursu. W sierpniu 2021 roku potwierdzono, że jeśli nic się nie zmieni Białoruś będzie mogła wziąć udział w 2024 roku, ponieważ dopiero wtedy nadawca będzie mógł się ponownie ubiegać o członkostwo w organizacji[83].

## Sekretarze, nadawcy publiczni i komentatorzy

### Sekretarze
Punkty krajów, które nie dostarczyły własnych rzeczników, zostały ogłoszone przez uczniów miejscowych szkół.

1. Niemcy – Venetia
2. Gruzja – Sandra Gadelia (reprezentantka Gruzji w 2020 roku)[85]
3. Polska – Matylda[86]
4. Malta – Eden
5. Włochy – Céleste
6. Bułgaria – Arianne
7. Rosja – Liza Gureewa[87]
8. Irlandia – Reuben Levi Hackett[88]
9. Armenia – Karina Ignatian (reprezentantka Armenii w 2019 roku)[89]
10. Kazachstan – Zere
11. Albania – Alex
12. Ukraina – Oleksandr Balabanow (reprezentant Ukrainy w 2020 roku)[90]
13. Francja – Angélina Nava (reprezentantka Francji w 2018 roku)[91]
14. Azerbejdżan – Suleyman
15. Holandia – Matheu (reprezentant Holandii w 2019 roku)[92]
16. Hiszpania – Lucía Arcos[93]
17. Serbia – Katie
18. Macedonia Północna – Fendi
19. Portugalia – Manon

### Komentatorzy
Poniższy spis uwzględnia nazwiska komentatorów poszczególnych nadawców publicznych transmitujących widowisko.
Kraje uczestniczące w konkursie
- Albania – Andri Xhahu (RTSH 1, RTSH Muzikë, Radio Tirana 1)[94]
- Armenia – Arman Margarjan, Hraczuhi Utmazjan (Armenia 1)[95]
- Azerbejdżan – Murad Arif(inne języki), Shafiga Efendiyeva (İTV)
- Bułgaria – Elena Rosberg, Georgi Kuszwaliew (BNT 1, BNT 4(inne języki))[96]
- Francja – Laurence Boccolini(inne języki), Stéphane Bern (France 2)[97]
- Gruzja – Nikoloz Lobiladze (1TV)[98]
- Hiszpania – Julia Varela i Tony Aguilar(inne języki) (La 1, TVE Internacional)[93]
- Holandia – Buddy Vedder (NPO Zapp, NPO Start)[99]
- Irlandia – Louise Cantillon (TG4)[93]
- Kazachstan – Kaldybek Żaisanbai, Mahabbat Esen (Khabar TV)[100]
- Macedonia Północna – Eli Tanaskowska (MKRTV)[101]
- Malta – brak komentatora (TVM)
- Niemcy – Constantin Zöller (Kika)[102][103]
- Polska – Aleksander Sikora, Marek Sierocki (TVP1, TVP Polonia, TVP ABC)[104][105][106]
- Portugalia – Nuno Galopim (RTP1, RTP Internacional(inne języki), RTP Internacional Asia, RTP Internacional America)[107][108]
- Rosja – Anton Zorkin, Chriusza(inne języki) (Karusel)[87]
- Serbia – Tijana Lukić (RTS2, RTS Svet(inne języki))
- Ukraina – Wiktor Diaczenko (UA:Kultura)[109][90]
- Włochy – Mario Acampa, Marta Viola, Giorgia Boni(inne języki) (Rai Gulp, Rai Play)[110]

Kraje nieuczestniczące w konkursie
- Islandia – Felix Bergsson (RÚV)[111][112]

## Oglądalność
W prasowym oświadczeniu Europejskiej Unii Nadawców ujawniono, na 14 zbadanych rynkach Eurowizja Junior 2021 zdobyła w sumie 33 miliony widzów. Średnia oglądalność konkursu wyniosła 15,6%, co jest najlepszym wynikiem od edycji w 2011 roku. Według danych MOR, średnia oglądalność w Polsce była na poziomie 2,9 mln widzów, a w szczytowym momencie miało to być nawet 4,9 miliona widzów, a według portalu wirtualnemedia.pl, konkurs za pośrednictwem TVP śledziło 2 408 451 osób, co oznacza, że Telewizja Polska miała 18,61% udziału w rynku. We Włoszech transmisję śledziło 15 tysięcy widzów, a w Holandii – 175 tysięcy widzów. W Portugalii konkurs na żywo obejrzało 288 tysięcy widzów. Transmisję we Francji śledziło średnio 1 683 000 miliona widzów, czyli o prawie pół miliona więcej niż w 2020 roku. Po raz pierwszy od lat liczba widzów w Hiszpanii spadła poniżej jednego miliona (991 tysięcy), jednak przyniosło to wzrost udziału w rynku o 0,2% w stosunku do ubiegłego roku. Fragment widowiska obejrzało 4,4 miliona Hiszpanów. W zwycięskiej Armenii, konkurs dał nadawcy około 43% udziałów w rynku. Islandia, która nie wzięła udziału, ale wyemitowała konkurs po raz pierwszy, odnotowała 96% udziału.